# Varichaetadrilus pacificus
Varichaetadrilus pacificus är en ringmaskart som först beskrevs av Brinkhurst 1981.  Varichaetadrilus pacificus ingår i släktet Varichaetadrilus och familjen glattmaskar. Inga underarter finns listade i Catalogue of Life.